# Úrvalsdeild Karla 1960
La Úrvalsdeild Karla 1960 fue la 49.ª edición del campeonato de fútbol islandés. El campeón fue el ÍA. Keflavík descendió a la 1. deild karla.

## Tabla de posiciones
|   | Equipo          | PJ | PG | PE | PP | GF | GC | Dif | Pts |
| - | --------------- | -- | -- | -- | -- | -- | -- | --- | --- |
| 1 | ÍA              | 10 | 6  | 3  | 1  | 32 | 15 | +17 | 15  |
| 2 | KR Reykjavik    | 10 | 6  | 1  | 3  | 41 | 15 | +26 | 13  |
| 3 | Valur Reykjavik | 10 | 4  | 3  | 3  | 21 | 24 | -3  | 11  |
| 4 | Fram Reykjavik  | 10 | 3  | 4  | 3  | 14 | 25 | -11 | 10  |
| 5 | ÍBA             | 10 | 3  | 0  | 7  | 24 | 35 | -11 | 6   |
| 6 | Keflavík        | 10 | 2  | 1  | 7  | 14 | 32 | -18 | 5   |